# Ansiedade de sexuação puberal
A ansiedade de sexuação puberal ou ASP refere-se a uma forma específica de ansiedade que ocorre durante a puberdade, relacionada às transformações físicas e psicológicas associadas à identidade de gênero e à sexuação. Este fenômeno é particularmente significativo durante a adolescência, quando os jovens enfrentam questões complexas sobre sua identidade corporal, sexual e de gênero.
Esta proposta clínica apareceu na Revue Psychiatrie française e foi assinada por Céline Masson, psicanalista e professora universitária em psicologia infantil e adolescente, Caroline Eliacheff, pediatra e psicanalista, Jean Szlamowicz, linguista e professor universitário, Thierry Delcourt, pediatra e psicanalista, e Pamela Grignon, psicóloga clínica comportamental.

## Descrição
A puberdade é um período caracterizado por mudanças físicas importantes, como o desenvolvimento dos caracteres sexuais secundários, que podem provocar grande ansiedade em alguns adolescentes. Essa ansiedade costuma ser alimentada pela incerteza em relação à identidade de gênero, às expectativas culturais e às normas sociais sobre o papel de cada pessoa como menino ou menina.
A ansiedade de sexuação pode se manifestar por meio de um profundo desconforto, pensamentos obsessivos sobre o corpo ou um sentimento de perda de controle diante das transformações físicas. Os adolescentes também podem sentir angústia relacionada à comparação com seus pares ou às pressões sociais.

## Causas
As causas da ansiedade de sexuação puberal são multifatoriais:
- As transformações hormonais e corporais próprias da puberdade.

- O confronto com a sexualidade e as expectativas da sociedade sobre o gênero e os estereótipos de gênero.

- O medo de não atender às normas ou de ser julgado por seus colegas.

- A influência da mídia e das redes sociais, que podem aumentar as pressões sobre a aparência e o gênero.

## Sintomas
Os adolescentes que experimentam essa forma de ansiedade podem apresentar sinais como:
- Medo ou desconforto excessivo em relação ao próprio corpo.

- Nas meninas: ansiedade relacionada ao aparecimento da menstruação, ao crescimento dos seios.

- Nos meninos: ansiedade por ereções espontâneas (desconfortáveis), poluções noturnas.

- Preocupações recorrentes sobre a aparência física ou conformidade com os papéis de gênero.

- Comportamentos de esquiva, como recusar participar de atividades em grupo ou se isolar socialmente.

- Manifestações físicas de ansiedade, como palpitações, sudorese ou tremores.

## Tratamentos
O tratamento da ansiedade de sexuação puberal baseia-se geralmente no apoio psicológico:
- A psicoterapia pode ajudar o adolescente a compreender melhor suas emoções e desenvolver estratégias para lidar com sua ansiedade.

- Grupos de conversação ou espaços seguros de discussão podem permitir o compartilhamento de experiências semelhantes.

- Terapias de mediação artística, terapias com animais.

- Intervenções de educadores em casa.

- Em alguns casos, pode ser necessária a intervenção de um profissional de saúde mental, especialmente se a ansiedade interferir de forma significativa na vida cotidiana.